# لي كيو هيونغ
لي كيو هيونغ (مواليد 29 نوفمبر 1983) هو ممثل كوري جنوبي، أشتهر لدوره في مسلسل حياة السجن الحكيمة.

## الأعمال

### أفلام
| السنة | العنوان      | الدور        |
| ----- | ------------ | ------------ |
| 2024  | رجلان وسيمان | نام دونغ يون |

### مسلسلات
- العم سامسيك (2024)

## روابط خارجية
- لي كيو-هيونغ على موقع IMDb (الإنجليزية)
- لي كيو-هيونغ على موقع قاعدة بيانات الفيلم (الإنجليزية)